# Baek A-yeon
Baek A-yeon (hangul: 백아연; Seongnam, Provincia de Gyeonggi, 11 de marzo de 1993) es una cantante surcoreana, más conocida por haber participado de la primera temporada del concurso de talento surcoreano K-pop Star y haber sido una de las tres finalistas.

## Biografía
Baek nació el 11 de marzo de 1993 en Seongnam, Gyeonggi-do, Corea del Sur. Durante su quinto año de la escuela primaria se sometió a tratamiento contra el cáncer.
Actualmente está estudiando en el Departamento de Prácticas de la Música de la Universidad Howon.

## Carrera
Fue miembro de la agencia JYP Entertainment hasta  septiembre del 2019 después de la finalización de su contrato.

## Discografía

### Álbum Completo
1. Sad Song (느린노래)
2. Stay (머물러요)
3. Love, Love, Love
4. Always (feat. Jun.K)
5. You're Leaving (니가 떠나간다)

1. A Good Boy
2. Tell Me (말해줘)
3. Because of You (너 때문에) (feat. Jia)
4. I Love It (맘에 들어) (feat. Baro)
5. Like Oxygen (산소처럼)

1. Sweet Lies (feat. The Barberettes)
2. Just Friends (연락이 없으면)
3. Jealousy (질투가 나) (feat. Park Ji-min)
4. Magic Girl (마법소녀)
5. Screw You (넘어져라)
6. The Last of You (끝모습)

| Título      | detalles del álbum                                                                                | listas de canciones | posición en las listas musicales | ventas        |
| Título      | detalles del álbum                                                                                | listas de canciones | KOR                              | ventas        |
| ----------- | ------------------------------------------------------------------------------------------------- | --- | -------------------------------- | ------------- |
| I'm Baek    | - liberado: 10 de septiembre de 2012 - agencia: JYP Entertainment - Formato: CD, descarga digital | 1. Sad Song (느린노래) 2. Stay (머물러요) 3. Love, Love, Love 4. Always (feat. Jun.K) 5. You're Leaving (니가 떠나간다)                                                                        | 11                               | - KOR: 2,148+ |
| A Good Girl | - liberado: 17 de junio de 2013 - agencia: JYP Entertainment - Formato: CD, descarga digital      | 1. A Good Boy 2. Tell Me (말해줘) 3. Because of You (너 때문에) (feat. Jia) 4. I Love It (맘에 들어) (feat. Baro) 5. Like Oxygen (산소처럼)                                                    | 14                               | - KOR: 1,765+ |
| Bittersweet | - liberado: 29 de mayo de 2017 - agencia: JYP Entertainment - Formato: CD, descarga digital       | 1. Sweet Lies (feat. The Barberettes) 2. Just Friends (연락이 없으면) 3. Jealousy (질투가 나) (feat. Park Ji-min) 4. Magic Girl (마법소녀) 5. Screw You (넘어져라) 6. The Last of You (끝모습) | —                                |               |

### Sencillo promocional

#### Como dúo

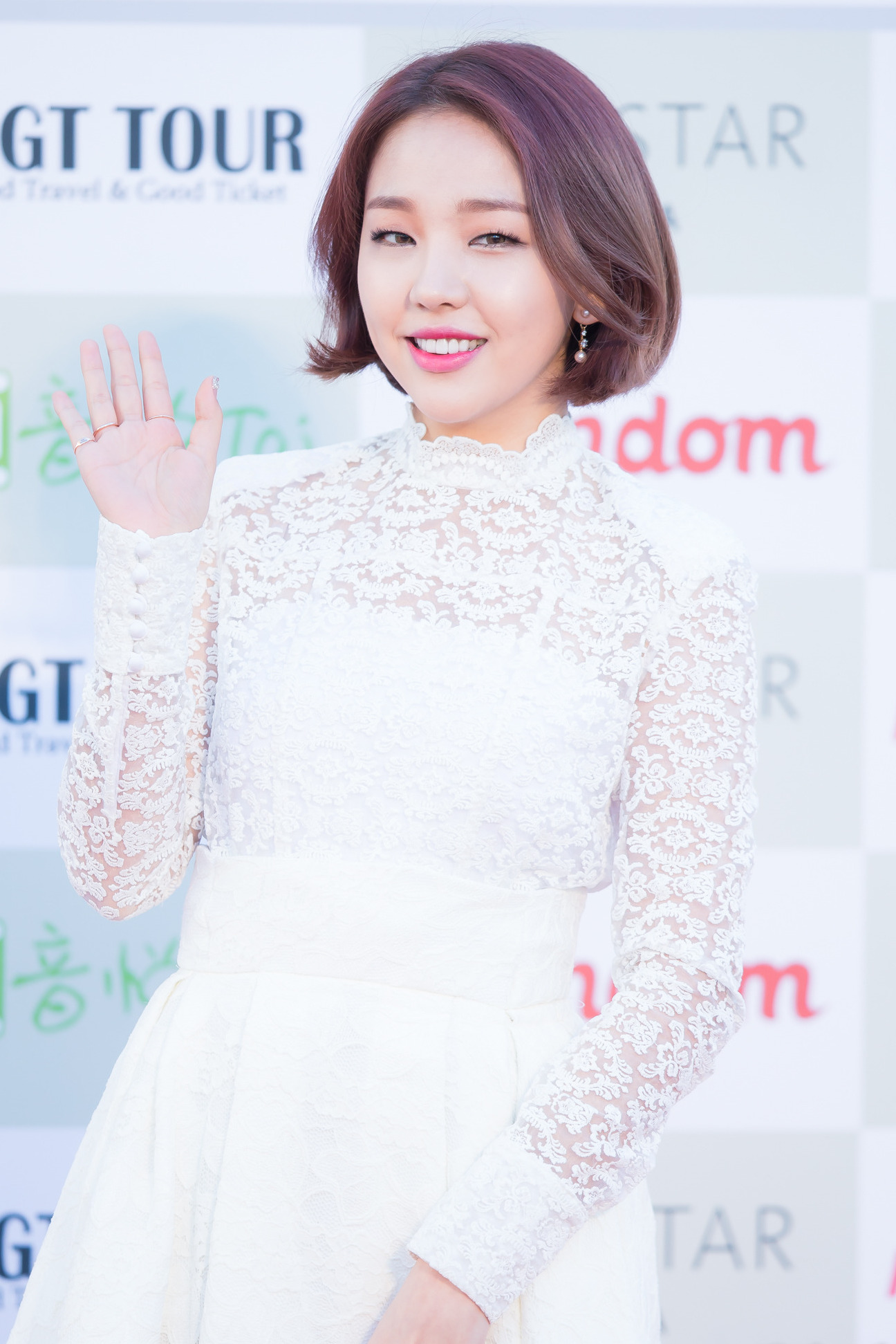
A-yeon en febrero de 2016.

| Título                                                         | Año  | posición en las listas musicales | posición en las listas musicales | ventas (descarga digital) | Álbum       |
| Título                                                         | Año  | KOR Gaon                         | KOR Hot 100                      | ventas (descarga digital) | Álbum       |
| -------------------------------------------------------------- | ---- | -------------------------------- | -------------------------------- | ------------------------- | ----------- |
| "Sad Song (느린노래)"                                          | 2012 | 2                                | 11                               | - KOR: 995,710+           | I'm Baek    |
| "A Good Boy"                                                   | 2013 | 12                               | 26                               | - KOR: 346,987+           | A Good Girl |
| "Shouldn't Have (이럴거면 그러지말지)" (feat. Young K of DAY6) | 2015 | 1                                | —                                | - KOR: 1,877,356+         |             |
| "So-So (쏘쏘)"                                                 | 2016 | 1                                | —                                | - KOR: 1,070,347+         |             |
| "Just Because (그냥 한번)" (feat. JB of GOT7)                  | 2016 | 12                               | —                                | - KOR: 185,203+           |             |
| "Sweet Lies" (feat. The Barberettes)                           | 2017 | 5                                | —                                | - KOR: 278,224+           | Bittersweet |

#### Colaboraciones
| Título                                                             | Año  | posición en las listas musicales | ventas (descarga digital) | Álbum      |
| Título                                                             | Año  | KOR Gaon                         | ventas (descarga digital) | Álbum      |
| ------------------------------------------------------------------ | ---- | -------------------------------- | ------------------------- | ---------- |
| "The Little Match Girl" (성냥팔이 소녀) (with Wendy de Red Velvet) | 2017 | 55                               | - KOR: 59,483+            | SM Station |

| Título                                                          | Año  | posiciones | ventas (descarga digital) | Álbum                     |
| Título                                                          | Año  | KOR Gaon   | ventas (descarga digital) | Álbum                     |
| --------------------------------------------------------------- | ---- | ---------- | ------------------------- | ------------------------- |
| "행복을 찾아서" (with Yim Jae-beom)                             | 2012 | —          | - KOR: —                  | TO…                       |
| "Please Come Back (돌아와줘)" (with Taecyeon & Chansung of 2PM) | 2014 | —          | - KOR: —                  | Go Grazy! (Grand Edition) |
| "Kibuntat (기분탓)" (with Sleepy)                               | 2015 | 39         | - KOR: 51,563+            | F/W                       |

### Otras canciones
| Título                                                                 | Año  | posiciones | posiciones  | ventas (descarga digital) | Álbum                                      |
| Título                                                                 | Año  | KOR Gaon   | KOR Hot 100 | ventas (descarga digital) | Álbum                                      |
| ---------------------------------------------------------------------- | ---- | ---------- | ----------- | ------------------------- | ------------------------------------------ |
| "아틀란티스 소녀 (Atlantis Princess)"                                  | 2012 | 154        | —           | - KOR: —                  | SBS K팝 스타 Top 8 (digital single)        |
| "Can't Fight The Moonlight"                                            | 2012 | 100        | —           | - KOR: 45,274+            | SBS K팝 스타 Top 7 (digital single)        |
| "Saving All My Love For You"                                           | 2012 | 93         | —           | - KOR: 46,548+            | SBS K팝 스타 Top 6 (digital single)        |
| "Run Devil Run"                                                        | 2012 | 55         | 97          | - KOR: 111,780+           | SBS K팝 스타 Top 5 (digital single)        |
| "보고싶다 (I Miss You)"                                                | 2012 | 23         | 37          | - KOR: 325,867+           | SBS K팝 스타 Top 4 (digital single)        |
| "Ma Boy 2" (feat. Lee Seunghoon)                                       | 2012 | 50         | 67          | - KOR: 116,457+           | SBS K팝 스타 SPECIAL No.3 (digital single) |
| "잘못했어 (I Was Wrong)"                                               | 2012 | —          | —           | - KOR: —                  | SBS K팝 스타 Top 3 (digital single)        |
| "머물러요 (Stay)"                                                      | 2012 | 37         | 47          | - KOR: 136,772+           | I'm Baek                                   |
| "Love, Love, Love."                                                    | 2012 | 44         | 65          | - KOR: 81,151+            | I'm Baek                                   |
| "Always" (feat. Jun.K of 2PM)                                          | 2012 | 55         | —           | - KOR: 70,219+            | I'm Baek                                   |
| "You're Leaving (니가 떠나간다)"                                       | 2012 | 59         | —           | - KOR: 68,973+            | I'm Baek                                   |
| "너를 처음 만난 그때 (The First Time I Met You)" (with Hwang Chi-yeol) | 2015 | 49         | —           | - KOR: 51,089+            | 투유 프로젝트 - 슈가맨, Pt. 4              |
| "할말 (Something to Say)"                                              | 2016 | 29         | —           | - KOR: 102,393+           | So-So (single)                             |
| "Screw You (넘어져라)"                                                 | 2017 | 81         | —           | - KOR: 34,548             | Bittersweet'                               |
| "Just Friends (연락이 없으면)"                                         | 2017 | 94         | —           | - KOR: 30,231             | Bittersweet'                               |
| "Jealousy (질투가 나) (Feat. Park Jimin)"                              | 2017 | 27         | —           | - KOR: 71,801             | Bittersweet'                               |
| "Magic Girl (마법소녀)"                                                | 2017 | —          | —           | - KOR: 21,070             | Bittersweet'                               |

### Banda sonora
| Título                                | Año  | posiciones | ventas (digital downloads) | Álbum                               |
| Título                                | Año  | KOR Gaon   | ventas (digital downloads) | Álbum                               |
| ------------------------------------- | ---- | ---------- | -------------------------- | ----------------------------------- |
| "Daddy Long Legs"                     | 2012 | 6          | - KOR: 469,000+            | Cheongdam-dong Alice OST            |
| "Introduction to Love"                | 2013 | 37         | - KOR: 170,436+            | When a Man Falls in Love OST        |
| "Tears Are Also Love"                 | 2013 | —          | - KOR: —                   | Goddess of Fire OST                 |
| "The Three Things I Have Left"        | 2014 | 11         | - KOR: 232,433+            | Angel Eyes OST                      |
| "Morning of Canon"                    | 2014 | 70         | - KOR: 79,425+             | Fated to Love You OST               |
| "So We Are"                           | 2015 | 14         | - KOR: 265,169+            | Yong-Pal OST                        |
| "사랑인 듯 아닌 듯 (A Lot Like Love)" | 2016 | 25         | - KOR: 131,894+            | Moon Lovers: Scarlet Heart Ryeo OST |

## Conciertos

### Artista principal
- Baek A Yeon 1.º Concierto "Murmullo- La Primera Historia" (2015)
- Baek A Yeon 2.º Concierto "Murmullo- La segunda Historia" (2016)

### Participación en conciertos
- 2014 JYP Nación UN MIC (Seúl, Hong Kong, Tokio y Bangkok)
- 2016 JYP Partido de Mezcla & de la Nación (Seúl y Tokio)

## Filmografía

### Programas de variedad
| Año  | Título                                                                   | Rol                                     | Red  | Notas                                                                               |
| ---- | ------------------------------------------------------------------------ | --------------------------------------- | ---- | ----------------------------------------------------------------------------------- |
| 2011 | K-pop Star Season 1                                                      | Concursante                             | SBS  |                                                                                     |
| 2012 | Strong Heart (TV series)                                                 | invitada                                | SBS  | Episodio 129 y Episodio 130                                                         |
| 2013 | Beatles Code Season 2                                                    | invitada                                | Mnet | Episodio 67                                                                         |
| 2013 | K-pop Star Season 2                                                      | invitada                                | SBS  | Episodio 22                                                                         |
| 2013 | 1000 Song Challenge                                                      | invitada                                | SBS  | Episodio 256                                                                        |
| 2013 | Golden Family                                                            | invitada                                | SBS  | Especial de Chuseok                                                                 |
| 2013 | Dancing with the Stars (temporada 3)                                     | cantante invitada                       | MBC  | canción escogida Conga de Miami Sound Machine                                       |
| 2014 | Healing Camp                                                             | invitada                                | SBS  | Episodio 164                                                                        |
| 2014 | Let's Go! Dream Team Season 2                                            | invitada                                | KBS  | Episodio 260                                                                        |
| 2015 | 100 People, 100 Songs                                                    | Concursante                             | JTBC | Episodio 34                                                                         |
| 2015 | Hello Counselor                                                          | invitada                                | KBS  | Episodio 242                                                                        |
| 2015 | 2015 Idol Star Athletics Ssireum Basketball Futsal Archery Championships | Participante                            | MBC  |                                                                                     |
| 2015 | You Hee-yeol's Sketchbook                                                | invitada                                | KBS  | Episodio 289                                                                        |
| 2015 | Sugar Man                                                                | Show Man con Hwang Chi-yeol             | JTBC | versión de la canción 너를 처음 만난 그때 (The First Time I Met You) de Park Jun-ha |
| 2016 | Hello Counselor                                                          | invitada                                | KBS  | Episodio 279                                                                        |
| 2016 | Sugar Man                                                                | Show Man con Sandeul B1A4               | JTBC | versión de la canción 선물 (Gift) de UN                                             |
| 2016 | You Hee-yeol's Sketchbook                                                | invitada                                | KBS  | Episodio 324                                                                        |
| 2016 | Duet Song Festival                                                       | Dueto con Park Soon-ho                  | MBC  | canción escogida 제발 (Please) de Lee So-ra                                         |
| 2016 | War of Vocals - God's Voice                                              | Panelista invitada                      | SBS  | Episodio 16                                                                         |
| 2016 | King of Mask Singer                                                      | Concursante con "I Will Back Music Box" | MBC  | Episodio 83–84                                                                      |
| 2018 | I Can See Your Voice                                                     | invitada                                | Mnet | Ep. #5                                                                              |
| 2019 | King of Mask Singer                                                      | Concursante con "Snail Lady"            | MBC  | Episodio 217-218                                                                    |

### vídeos musicales
| Año  | Título de canción | Artista | Rol  |
| ---- | ----------------- | ------- | ---- |
| 2013 | Somebody          | 15&     | Ella |

### Musical de teatro
| Año  | Título     | Rol        | Duración                                          | Notas   |
| ---- | ---------- | ---------- | ------------------------------------------------- | ------- |
| 2015 | Cinderella | Cinderella | 12 de septiembre de 2015 – 8 de noviembre de 2015 | Reparto |

## Premios y nominaciones
| Año  | Premio                       | Categoría                                             | Nominación                             | Resultado |
| ---- | ---------------------------- | ----------------------------------------------------- | -------------------------------------- | --------- |
| 2013 | 22nd Seoul Music Awards      | mejor artista nueva                                   | [NA]: {{{1}}}                          | Nom       |
| 2015 | 7th MelOn Music Awards       | Top 10 Artistas                                       | [NA]: {{{1}}}                          | Nom       |
| 2015 | 7th MelOn Music Awards       | mejor canción de balada                               | Shouldn't Have (feat. Young K of DAY6) | Ganadora  |
| 2015 | 7th MelOn Music Awards       | canción del año                                       | Shouldn't Have (feat. Young K of DAY6) | Nom       |
| 2015 | 17th Mnet Asian Music Awards | mejor desempeño vocal – femenino                      | Shouldn't Have (feat. Young K of DAY6) | Nom       |
| 2015 | 17th Mnet Asian Music Awards | elección global de los fanáticos Sina Weibo– femenina | [NA]: {{{1}}}                          | Nom       |
| 2016 | 25th Seoul Music Awards      | Premio Bonsang                                        | Shouldn't Have (feat. Young K de DAY6) | Nom       |
| 2016 | 25th Seoul Music Awards      | Premio Popularidad                                    | [NA]: {{{1}}}                          | Nom       |
| 2016 | 25th Seoul Music Awards      | Premio Especial Hallyu                                | [NA]: {{{1}}}                          | Nom       |
| 2016 | 30th Golden Disk Awards      | Digital Bonsang                                       | Shouldn't Have (feat. Young K de DAY6) | Nom       |
| 2016 | 30th Golden Disk Awards      | Premio popularidad (corea)                            | [NA]: {{{1}}}                          | Nom       |
| 2016 | 30th Golden Disk Awards      | popularidad global                                    | [NA]: {{{1}}}                          | Nom       |
| 2016 | 5th Gaon Chart Music Awards  | Descubrimiento del año – tendencia                    | Shouldn't Have (feat. Young K de DAY6) | Ganadora  |
| 2016 | 18th Mnet Asian Music Awards | mejor artista femenina                                | [NA]: {{{1}}}                          | Nom       |
| 2016 | 18th Mnet Asian Music Awards | mejor desempeño vocal – femenina                      | So-So                                  | Nom       |
| 2017 | 31st Golden Disk Awards      | Digital Bonsang                                       | So-So                                  | Nom       |
| 2017 | 31st Golden Disk Awards      | premio de elección popular Asian                      | [NA]: {{{1}}}                          | Nom       |
| 2017 | 26th Seoul Music Awards      | Bonsang Award                                         | So-So                                  | Nom       |
| 2017 | 26th Seoul Music Awards      | mejor balada                                          | So-So                                  | Ganadora  |
| 2017 | 26th Seoul Music Awards      | Premio Popularidad                                    | [NA]: {{{1}}}                          | Nom       |
| 2017 | 26th Seoul Music Awards      | Premio Especial Hallyu                                | [NA]: {{{1}}}                          | Nom       |
| 2017 | 6th Gaon Chart Music Awards  | canción del año – May                                 | So-So                                  | Nom       |